# 光影舎
有限会社光影舎（こうえいしゃ）は、テレビドラマや映画などを手掛ける照明技術の会社である。

## 会社の概要について

### 所在地
- 東京都世田谷区喜多見8-6-2-102

### 設立年月日
- 2001年3月12日

### 代表者
- 田部谷正俊

## 所属スタッフ
- 田部谷正俊（代表者）
- 鈴木敏雄

## 主な作品

### テレビドラマ

#### 設立後 - 2009年
連続ドラマ
- バベル〜The Tower of Babel〜（2002年1月期、BSフジ，アットムービー）
- 天体観測 searching' for my polestar（2002年7月期、関西テレビ，共同テレビ）
- 美女か野獣（2003年1月期、フジテレビ，共同テレビ）
- 愛するために愛されたい（2003年7月期、TBS，共同テレビ）
- フジテレビ開局45周年記念ドラマ　白い巨塔（2003年10月-2004年3月、フジテレビ，共同テレビ）
- 独身3!!（2003年10月期、テレビ朝日，共同テレビ）
- 乱歩R（2004年1月期、よみうりテレビ，吉本興業，アットムービー）
- 東京湾景 Destiny of Love（2004年7月期、フジテレビ）
- ラストクリスマス（2004年10月期、フジテレビ，共同テレビ）
- 87%（2005年1月期、日本テレビ）
- エンジン（2005年4月期、フジテレビ・共同テレビ）
- 海猿 UMIZARU EVOLUTION（2005年7月期、フジテレビ，共同テレビ，ROBOT）
- 電車男（2005年7月期、フジテレビ）
- アンフェア（2006年1月期、関西テレビ，共同テレビ）
- ドラマ24　下北GLORYDAYS（2006年4月期、テレビ東京，共同テレビ）
- サプリ（2006年7月期、フジテレビ）
- ダンドリ。〜Dance☆Drill〜（2006年7月期、フジテレビ，共同テレビ）
- のだめカンタービレ（2006年10月期、フジテレビ）
- 東京タワー 〜オカンとボクと、時々、オトン〜（2007年1月期、フジテレビ）
- 美味學院（2007年4月期、テレビ東京，PROTX）
- プロポーズ大作戦 OPERATION LOVE（2007年4月期、フジテレビ）
- ファースト・キス（2007年7月期、フジテレビ）
- 花ざかりの君たちへ〜イケメン♂パラダイス〜（2007年7月期、フジテレビ，共同テレビ）
- ガリレオ（2007年10月期、フジテレビ）
- 交渉人〜THE NEGOTIATOR〜（2008年1月期、テレビ朝日，共同テレビ）
- ラスト・フレンズ（2008年4月期、フジテレビ）
- モンスターペアレント（2008年7月期、関西テレビ）
- 四つの嘘（2008年7月期、テレビ朝日）
- セレブと貧乏太郎（2008年10月期、フジテレビ，共同テレビ）
- 赤い糸（2008年12月-2009年2月、フジテレビ，共同テレビ）
- ヴォイス〜命なき者の声〜（2009年1月期、フジテレビ）
- トミカヒーロー レスキューファイアー（2009年4月-2010年3月、テレビ東京）
- アタシんちの男子（2009年4月期、フジテレビ）
- 任侠ヘルパー（2009年7月期、フジテレビ）
- 交渉人〜THE NEGOTIATOR〜II（2009年10月期、テレビ朝日，共同テレビ）

スペシャルドラマ
- 金曜エンタテイメント　16週（2002年3月、フジテレビ・共同テレビ）
- 金曜エンタテイメント　実録 福田和子（2002年7月、フジテレビ・共同テレビ）
- 世にも奇妙な物語 秋の特別編「声を聞かせて」（2002年10月、フジテレビ・共同テレビ）
- 世にも奇妙な物語 春の特別編（2003年3月、フジテレビ・共同テレビ）
- 世にも奇妙な物語 秋の特別編（2003年9月、フジテレビ・共同テレビ）
- 世にも奇妙な物語 春の特別編（2004年3月、フジテレビ・共同テレビ）
- 世にも奇妙な物語 秋の特別編（2004年9月、フジテレビ・共同テレビ）
- プレミアムステージ　特別企画 終戦60周年記念　実録・小野田少尉遅すぎた帰還（2005年8月、フジテレビ・共同テレビ）
- 金曜エンタテイメント　ずっと逢いたかった。（2005年9月、フジテレビ・共同テレビ）
- 世にも奇妙な物語 秋の特別編（2005年10月、フジテレビ・共同テレビ）
- 世にも奇妙な物語 15周年の特別編（2006年3月、フジテレビ・共同テレビ）
- 世にも奇妙な物語 秋の特別編（2006年10月、フジテレビ・共同テレビ）
- 翼の折れた天使たち（2007年2月、フジテレビ・共同テレビ）
- 世にも奇妙な物語 春の特別編（2007年3月、フジテレビ・共同テレビ）
- 夏ドラ!スペシャル・新幹線ガール（2007年7月、日本テレビ）
- 世にも奇妙な物語 秋の特別編（2007年10月、フジテレビ・共同テレビ）
- プロポーズ大作戦スペシャル（2008年3月、フジテレビ）
- 世にも奇妙な物語 春の特別編「さっきよりもいい人」「これ……見て……」「日の出通り商店街いきいきデー」（2008年4月、フジテレビ・共同テレビ）
- 土曜プレミアム　ホームレス中学生（2008年7月、フジテレビ）
- 世にも奇妙な物語 秋の特別編「死後婚」（2008年4月、フジテレビ・共同テレビ）
- ガリレオΦ（エピソードゼロ）（2008年10月、フジテレビ）
- 土曜プレミアム　花ざかりの君たちへ〜イケメン♂パラダイス〜卒業式＆7と1/2話スペシャル（2008年10月、フジテレビ・共同テレビ）
- 世にも奇妙な物語 春の特別編「爆弾男のスイッチ」（2009年3月、フジテレビ・共同テレビ）
- ドラマW　誘拐（2009年8月、WOWOW・共同テレビ）
- 世にも奇妙な物語 秋の特別編「呪い裁判」（2009年9月、フジテレビ，共同テレビ）

#### 2010年代
連続ドラマ
- あり得ない!（2010年1月期、MBS毎日放送）
- 絶対零度〜未解決事件特命捜査〜（2010年4月期、フジテレビ，共同テレビ）
- 月の恋人〜Moon Lovers〜（2010年5月-7月、フジテレビ）
- MM9-MONSTER MAGNITUDE-（2010年7月期、MBS毎日放送，ゼネラル・エンタテイメント）
- 流れ星（2010年10月期、フジテレビ）
- ギルティ 悪魔と契約した女（2010年10月期、関西テレビ，共同テレビ）
- 奥さまは18歳（2011年4月期）
- ドラマチック・サンデー　花ざかりの君たちへ〜イケメン☆パラダイス〜2011（2011年7月期、フジテレビ，共同テレビ）
- 全開ガール（2011年7月期、フジテレビ）
- 私が恋愛できない理由（2011年10月期、フジテレビ）
- ラッキーセブン（2012年1月期、フジテレビ）

スペシャルドラマ
- 世にも奇妙な物語 20周年スペシャル・春 〜人気番組競演編〜「ナデ様の指輪」（2010年4月、フジテレビ・共同テレビ）
- 世にも奇妙な物語 20周年スペシャル・秋 〜人気作家競演編〜「殺意取扱説明書」「栞の恋」（2010年10月、フジテレビ，共同テレビ）
- プロポーズ兄弟〜生まれ順別 男が結婚する方法〜（2011年2月、フジテレビ）
- 世にも奇妙な物語 21世紀 21年目の特別編「ドッキリチューブ」「通算」（2011年5月、フジテレビ）
- 世にも奇妙な物語 2011年 秋の特別編（2011年11月、フジテレビ，共同テレビ）

### 映画

#### 設立後 - 2009年
- COSMIC RESCUE（2003年）
- ROCKERS（2003年）
- アマレット（2004年）
- Jホラーシアター　感染（2004年）
- 絶対恐怖 Booth ブース（2005年）
- 椿山課長の七日間（2006年）
- 県庁の星（2006年）
- キャプテントキオ（2007年）
- アンフェア the movie（2007年）
- スピードマスター（2007年）
- SS（2008年）
- 泪壺（2008年）

#### 2010年代
- 交渉人 THE MOVIE タイムリミット高度10,000mの頭脳戦（2010年）
- 劇場版 怪談レストラン（2010年）
- きな子〜見習い警察犬の物語〜（2010年）
- ×ゲーム（2010年）
- 僕と妻の1778の物語（2011年）
- アンフェア the answer（2011年）
- ハラがコレなんで（2011年）
- テルマエ・ロマエ（2012年）

### CM
- シャープ・納得!プラズマクラスター